# Église de la Nativité-de-la-Sainte-Vierge de Coisy
 (août 2017).
L'église de la Nativité-de-la-Sainte-Vierge, ou plus rarement église Notre-Dame, est située sur le territoire de la commune de Coisy, dans le département de la Somme, au nord d'Amiens.

## Historique
Une église fut construite à Coisy au Moyen Âge, en 1310. Son état de délabrement amena la municipalité à décider sa destruction et la construction d'un nouvel édifice en 1851. C'est l'architecte Victor Delefortrie et son fils Paul qui réalisèrent les plans et conduisirent les travaux de reconstruction de 1853 à décembre 1854, à l'emplacement de l'ancienne église. C'était, à l'époque, une innovation architecturale dans la région. Louis Duthoit réalisa un dessin de l'église de Coisy, en 1855.
En 1876, la flèche du clocher fut renversée par une tempête ; elle fut reconstruite en 1879.

## Caractéristiques

### Extérieur
L'église de Coisy est un édifice de brique dont le soubassement est formé de plusieurs assises de grès provenant de l'ancienne église. Elle est de style néo-gothique. Sa longueur est de 34 mètres. La largeur de la nef est 5,60 m et sa hauteur est de 12 m. Les bas-côtés ont 2,80 m de largeur et 7 m de hauteur. Chaque travée est délimitée par un contrefort pénétré par la corniche et terminé en selle en dépassant le toit. 
Le clocher, placé en avant, est engagé dans l'église de la moitié de son épaisseur. Sa tour carrée, cantonnée de quatre contreforts doubles, s'élève à 23 m de hauteur. Le portail principal est celui de l'ancienne église, dont les pierres démontées avec soin ont pu être réemployées. Le tympan est formé d'un pentagramme inversé inscrit dans un cercle. Des trèfles trilobés occupent les espaces entre les branches de l'étoile, du cercle et des voussures. Ce tympan est à rapprocher de la rose du transept nord de la cathédrale d'Amiens, datant du XVIe siècle. Plus haut, on voit s'épanouir une rose à six festons surmontée d'un fronton triangulaire. Les ouïes ogivales sont divisées par un meneau supportant deux lancettes et une rose simple. Les contreforts se terminent par des encorbellements soutenant des clochetons sommés d'épis. La flèche en charpente, de forme octogonale, a 15 m d'élévation ; des lucarnes superposées l'ajournent sur quatre de ses faces.
Les portails latéraux, en tête des bas-côtés, sont très simples ; leurs portes, ainsi que la principale, ont leurs vantaux décorés de panneaux en ogive. Au-dessus des baies, s'ouvrent des roses à quatre lobes et les demi-pignons sont flanqués de clochetons octogones.
La toiture commune à la nef et aux bas-côtés est parcourue à son faîte par une dentelle tréflèe ; des épis ornaient les poinçons du chevet et les lucarnes (décorations disparues)

### Intérieur
À l'intérieur, de chaque côté, quatre colonnes soutiennent des ogives espacées de 3,60 m, divisant la nef en sept travées et les bas-côtés en six. L'abside principale est à cinq pans et les latérales en ont trois pour contenir des chapelles. Sous le clocher est un narthex, surmonté d'une vaste tribune. Les plafonds imitent la voûte d'arête avec des nervures croisées et clés ornées.
Six fenêtres de chaque côté, éclairent l'église. Elles sont divisées par un meneau délicat, soutenant deux ogives tréflées et une rose quadrilobe. Les trois verrières du sanctuaire ont sept mètres d'élévation, elles sont géométriques (sauf dans le chœur), les roses sont décorées d'ornements végétaux.
Dans la baie centrale apparaissent le Christ et la Vierge (ils sont copiés sur les statues du Beau Dieu et de la Vierge dorée, à la cathédrale d'Amiens).
Les chapiteaux et les clés de voûte sont décorés de feuillage sculpté, au-dessus des grandes arcades, des rosaces aveugles ont été sculptées. Le chœur porte un décor peint représentant des lys et le monogramme marial. 
Le maître-autel est en bois sculpté et peint, ouvert sur sa face postérieure. La face antérieure est ornée de cinq médaillons quadrilobés comportant chacun une scène peinte sur toile marouflée. Le médaillon central, avec les pèlerins d'Emmaüs, est encadré par quatre scènes de l'Ancien Testament ; de gauche à droite, le meurtre d'Abel par son frère, le sacrifice d'Abraham, Melchisedech offrant des pains consacrés à Abraham et Aaron sacrifiant.
Dans la chapelle sud, un autel dédié à saint Joseph est décoré d'un groupe sculpté en ronde bosse, au-dessus de l'autel et du tabernacle néo-gothiques en pierre reconstituée trois statues de la Vierge, de l'Enfant Jésus et de saint Joseph, tenant comme attribut des outils : quenouille, marteau, râpe à bois, scie. Contre le mur peint en bleu s'appuie une ville (ou le temple de Jérusalem ?) en plâtre. Derrière la Vierge, un palmier en bois et fonte surgit derrière la Vierge.
La cloche de l'ancienne église a été replacée dans le nouveau clocher. Elle date de 1492. Elle fut nommée "Jehanne" par Jeanne de Saveuse et sa fille Barbe de Chatillon.